# 金野昭次
金野昭次（日语：／ Konno Akitsugu，1944年9月1日—2019年9月5日），日本男子跳台滑雪运动员。他曾代表日本参加1968年和1972年冬季奥林匹克运动会跳台滑雪比赛，其中1972年冬季奥运会获得一枚银牌。